# Hudsonville
Hudsonville is een plaats (city) in de Amerikaanse staat Michigan, en valt bestuurlijk gezien onder Ottawa County.

## Demografie
Bij de volkstelling in 2000 werd het aantal inwoners vastgesteld op 7160 inwoners.
In 2006 is het aantal inwoners door het United States Census Bureau geschat op 7039, een daling van 121 (-1,7%).

## Geografie
Volgens het United States Census Bureau beslaat de plaats een oppervlakte van
10,7 km², geheel bestaande uit land.

## Plaatsen in de nabije omgeving
De onderstaande figuur toont nabijgelegen plaatsen in een straal van 16 km rond Hudsonville.